# Мнасон
Мнасон (др.-греч. Μνάσων) (IV век до н. э.) — богатый фокидянин, возможно, тиран Элатеи.
Мнасон был сыном Мнасея — одного из самых состоятельных и могущественных фокидян, опекуна Фалека. Как отметил Э. Д. Фролов, Мнасон унаследовал состояние и влияние своего отца. Так, по словам Афинея, ссылающегося на Тимея, Мнасон после приобретения тысячи рабов возбудил к себе ненависть сограждан, так как многие из них лишились работы и, соответственно, средств к существованию. Я. А. Ленцман усомнился в наличии подобного, да ещё столько «круглого», числа невольников у одного жителя «отсталой области».
Согласно Клавдию Элиану, Мнасон входил в окружение Аристотеля, когда тот стал враждовать с Платоном. По свидетельству Плиния Старшего, Мнасон интересовался искусством, заказав фиванскому художнику Аристиду написание картины «Сражение с персами», а также оплатив полотно Асклепиодора о двенадцати богах. При этом римский писатель назвал Мнасона тираном. Некоторые исследователи Нового времени посчитали, что сын Мнасея был действительно тираном Элатеи во времена правления македонских царей Филиппа II или Александра. Однако, по замечанию Г. Берве и Э. Д. Фролова, о тирании Мнасона не сообщают ни лично его знавший Аристотель, ни ненавидящий тиранию Тимей.